# Par une nuit de clair de lune
Pour plus de détails, voir Fiche technique et Distribution.
Par une nuit de clair de lune (en italien : « In una notte di chiaro di luna ») est un film italien réalisé par Lina Wertmüller et sorti en 1989.

## Fiche technique
Sauf indication contraire, les informations mentionnées dans cette section peuvent être confirmées par la base de données cinématographiques Unifrance,  présente dans la section « Liens externes ».
- Titre français : Par une nuit de clair de lune[1]
- Titre original : In una notte di chiaro di luna
- Réalisation : Lina Wertmüller
- Scénario : Rutger Hauer • Lina Wertmüller
- Directeur de la photographie : Carlo Tafani
- Musique : Piccola Orchestra Avion Travel
- Montage : Pierluigi Leonardi
- Décors : Amedeo Fago • Enrico Job
- Costumes : Gianni Versace
- Maquillage : Carlo Barucci
- Production : Tarak Ben Ammar • Mark Lombardo • Fulvio Lucisano
- Sociétés de production : Istituto Luce • Ital-Noleggio Cinematografico • Italian International Film • Carthago Films S.a.r.l. • Rai Due
- Pays de production :  Italie (majoritaire) -  France
- Langue de tournage : italien, français
- Format : Couleur - 1,66:1 - Son mono - 35 mm
- Durée: 109 minutes
- Genre : drame
- Dates de sortie : 
  - Italie : 4 septembre 1989 (Mostra de Venise 1989) ; 5 septembre 1989  (sortie nationale)
  - France : 28 mai 1997

## Distribution
- Rutger Hauer : John Knott
- Nastassja Kinski : Joëlle
- Peter O'Toole : Prof. Yan McShoul
- Faye Dunaway : Mme Colbert
- Dominique Sanda : Carol
- George Eastman : Zaccarias
- Massimo Wertmüller : Max